# Neftalí Rivera
Pour les articles homonymes, voir Rivera.
Neftalí Rivera, né le 22 septembre 1948 à Quebradillas (Porto Rico)
et mort le 23 décembre 2017 à Hato Rey (Porto Rico), est un joueur portoricain de basket-ball.
Il évolue durant sa carrière au poste d'arrière.

## Palmarès
- Vainqueur du championnat des Amériques 1980
- Finaliste des Jeux panaméricains 1971, 1975